# 應國
应国，是中国先秦时期的一个小国，建立于殷商时期，甲骨文卜辞中有“应候朝商”、商天子“步于应”的记载，《水经注》注引《竹书纪年》：“殷时已有应国”。当时的应国可能在山西应县一带。
周朝武王克殷以后，灭了该「应国」，並把应国軍民遷徙到今河南平頂山滍陽鎮，立周武王之子應叔達為应君。根据平顶山应国墓地的考古可知，应君最初是监国，负责监视商朝的遗民。
春秋中期，应国亡于楚国。
战国时，成为秦国相国范睢的封地。

## 應國君主
- 應叔達，周武王之子。[原創研究？]
- 應侯見工，見《應侯見工簋》。名見工，西周中期前段期人[1]。
- 應釐公，見《應侯爯盨》，西周中期前段期人，兒子為應侯爯[2]。
- 應侯爯，見《應侯爯盨》。名爯，西周中期前段期人，父親為應釐公[1]。
- 應侯，見《應侯簋》，西周中期人，夫人為生杙姜[1]。
- 應侯，見《應侯鼎》等等，西周晚期人，夫人為應姚[1]。
- 應侯，見《應侯簋》，西周晚期人，母親為姬原母[1]。